# العلاقات السيشلية الفنلندية
العلاقات السيشلية الفنلندية هي العلاقات الثنائية التي تجمع بين سيشل وفنلندا.

## مقارنة بين البلدين
هذه مقارنة عامة ومرجعية للدولتين:
| وجه المقارنة                                              | سيشل                                                | فنلندا                                                                               |
| --------------------------------------------------------- | --------------------------------------------------- | ------------------------------------------------------------------------------------ |
| المساحة (كم2)                                             | 459                                                 | 338.42 ألف                                                                           |
| عدد السكان (نسمة)                                         | 95.84 ألف                                           | 5.52 مليون                                                                           |
| الكثافة السكانية (ن./كم²)                                 | 20.88 ألف                                           | 16.31                                                                                |
| العاصمة                                                   | فيكتوريا                                            | هلسنكي                                                                               |
| اللغة الرسمية                                             | لغة فرنسية، لغة إنجليزية، اللغة الكريولية السيشيلية | اللغة الفنلندية، اللغة السويدية                                                      |
| العملة                                                    | روبية سيشلية                                        | يورو، ماركا فنلندية                                                                  |
| الناتج المحلي الإجمالي (بليون دولار)                      | 1.49 مليار                                          | 251.88 مليار                                                                         |
| الناتج المحلي الإجمالي (تعادل القوة الشرائية) بليون دولار | 2.54 مليار                                          | 231.84 مليار                                                                         |
| الناتج المحلي الإجمالي الاسمي للفرد دولار أمريكي          | 15.48 ألف                                           | 42.31 ألف                                                                            |
| الناتج المحلي الإجمالي للفرد دولار أمريكي                 | 26.42 ألف                                           | 40.68 ألف                                                                            |
| مؤشر التنمية البشرية                                      | 0.772                                               | 0.883                                                                                |
| رمز المكالمات الدولي                                      | +248                                                | +358                                                                                 |
| رمز الإنترنت                                              | .sc                                                 | .fi                                                                                  |
| المنطقة الزمنية                                           | ت ع م+04:00                                         | ت ع م+02:00، ت ع م+03:00، أوروبا/هلسنكي ‏، توقيت شرق أوروبا، توقيت شرق أوروبا الصيفي ‏ |

## منظمات دولية مشتركة
يشترك البلدان في عضوية مجموعة من المنظمات الدولية، منها:
| علم المنظمة | اسم المنظمة                               | تاريخ انضمام سيشل | تاريخ انضمام فنلندا |
| ----------- | ----------------------------------------- | ----------------- | ------------------- |
|             | يونسكو                                    | 18 أكتوبر 1976    | 10 أكتوبر 1956      |
|             | وكالة ضمان الاستثمار متعدد الأطراف        | 15 سبتمبر 1992    | 28 ديسمبر 1988      |
|             | الأمم المتحدة                             | 21 سبتمبر 1976    | 14 ديسمبر 1955      |
|             | الفريق المعني برصد الأرض                  | ?                 | ?                   |
|             | الاتحاد البريدي العالمي                   | ?                 | ?                   |
|             | البنك الدولي للإنشاء والتعمير             | 29 سبتمبر 1980    | 14 يناير 1948       |
|             | الاتحاد الدولي للاتصالات                  | 17 سبتمبر 1999    | 1 سبتمبر 1920       |
|             | منظمة حظر الأسلحة الكيميائية              | 29 أبريل 1997     | ?                   |
|             | مؤسسة التمويل الدولية                     | 11 يونيو 1981     | 20 يوليو 1956       |
|             | المركز الدولي لتسوية المنازعات الاستشارية | 19 أبريل 1978     | 8 فبراير 1969       |
|             | منظمة الشرطة الجنائية الدولية             | 1 سبتمبر 1977     | ?                   |
|             | البنك الإفريقي للتنمية                    | ?                 | ?                   |

## وصلات خارجية
- موقع وزارة الخارجية السيشلية
- موقع وزارة الخارجية الفنلندية